# 薩克森的卡爾·馬克西米利安
薩克森的卡爾·馬克西米利安（德語：Karl Maximilian von Sachsen，1752年9月24日—1781年9月8日），薩克森選侯腓特烈·克里斯蒂安的次子。
卡爾·馬克西米利安終生未婚，死後葬在宮廷主教座堂。